# Scarville (Iowa)
Scarville es una ciudad ubicada en el condado de Winnebago, Iowa, Estados Unidos. Tiene una población estimada, a mediados de 2023, de 78 habitantes.

## Geografía
La localidad está ubicada en las coordenadas 43°28′15″N 93°37′06″O / 43.47083, -93.61833 (43.470963, -93.618419). Según la Oficina del Censo, tiene una superficie de 0.63 km², correspondientes en su totalidad a tierra firme.

## Demografía
Según el censo de 2020, en ese momento había 74 personas residiendo en la localidad. La densidad de población era de 117.46 hab./km². El 97.30% de los habitantes eran blancos y el 2.70% eran de otras razas. Del total de la población, el 13.51% eran hispanos o latinos de cualquier raza.